# Onthophagus ritsemai
Onthophagus ritsemai es una especie de insecto del género Onthophagus, familia Scarabaeidae, orden Coleoptera.

Fue descrita científicamente por Lansberge en 1883.